# 羅克維爾鎮區 (密蘇里州貝茨縣)
羅克維爾鎮區（英語：Rockville Township）是位於美國密蘇里州貝茨縣的一個行政鎮區。

## 地方資料
羅克維爾鎮區的面積為65.19平方千米，當中陸地面積為63.89平方千米，而水域面積為1.30平方千米。根據2020年美國人口普查的數據，當地共有人口197人，而人口密度為每平方千米3.02人。